# Benoît de Mesmay
Benoît de Mesmay (Algerije, 10 oktober 1961) is een Franse jazzpianist (ook keyboards en orgel) en componist.
Mesmay studeerde rechtswetenschap, daarna begon hij een opleiding tot muziekleraar. Hij werkte in de groep van zangeres Élisabeth Caumont en speelde in de Bigband Lumiere van Laurent Cugny. Hij begeleidde Yves Montand. In de jaren 90 was hij lid van het Orchestre National de Jazz (opnames met Lucky Peterson). Verder werkte hij met John Scofield. Tegenwoordig is hij actief in de band van Anne Ducros. De Mesmay is te horen op albums van Alma Rosa en Antoine Illouz. In de jazz speelde hij tussen 1985 en 2013 mee op 27 opnamesessies.

## Bron
- Andy Gregory International Who's Who in Popular Music 2002. London, 2002, p. 128